# Rack (gångart)
Rack är en gångart som finns hos vissa hästar. Gångarten är en extra gångart utöver de vanliga tre skritt, trav och galopp, och finns främst hos Rackhästen och den amerikanska saddlebredhästen.
Det finns flera olika typer av gångarter som faller in under benämningen rack, bland annat de gångarter som finns hos Paso Finon och den peruanska pasohästen, kallad Paso.
Gemensamt för Rack-gångarterna är att de är snabba, fyrtaktiga och påminner mycket om tölt. En häst som går i rack har ofta höga knälyft. Gångarten är bekväm för ryttaren då de snabba rörelserna gör att stötarna är minimala.